# Костянтин Шнайдер
Костянтин Шнайдер (нім. Konstantin Schneider; нар. 17 лютого 1975, Фрунзе, Киргизька РСР, СРСР) — німецький борець греко-римського стилю, срібний та бронзовий призер чемпіонатів світу, учасник двох Олімпійських ігор.

## Життєпис
Боротьбою почав займатися з 1985 року. У 1995 році став срібним призером чемпіонату світу серед молоді.
Виступав за борцівський клуб «KSV Köllerbach» Пюттлінген, Саарбрюккен, Саар. Тренери — Гейнріх Шнайдер — з 1985, Майк Бульманн — з 2007, Франк Гартманн — з 2003.

## Спортивні результати на міжнародних змаганнях

### Виступи на Олімпіадах
| Змагання                    | Збірна    | Вагова категорія                 | Місце |
| --------------------------- | --------- | -------------------------------- | ----- |
| Літні Олімпійські ігри 2004 | Німеччина | греко-римська боротьба, до 74 кг | 7     |
| Літні Олімпійські ігри 2008 | Німеччина | греко-римська боротьба, до 74 кг | 9     |

### Виступи на Чемпіонатах світу
| Змагання                        | Збірна    | Вагова категорія                 | Місце  |
| ------------------------------- | --------- | -------------------------------- | ------ |
| Чемпіонат світу з боротьби 1999 | Німеччина | греко-римська боротьба, до 76 кг | 22     |
| Чемпіонат світу з боротьби 2002 | Німеччина | греко-римська боротьба, до 74 кг | 7      |
| Чемпіонат світу з боротьби 2003 | Німеччина | греко-римська боротьба, до 74 кг | Срібло |
| Чемпіонат світу з боротьби 2005 | Німеччина | греко-римська боротьба, до 74 кг | Бронза |
| Чемпіонат світу з боротьби 2006 | Німеччина | греко-римська боротьба, до 74 кг | 5      |
| Чемпіонат світу з боротьби 2007 | Німеччина | греко-римська боротьба, до 74 кг | 8      |
| Чемпіонат світу з боротьби 2009 | Німеччина | греко-римська боротьба, до 74 кг | 5      |
| Чемпіонат світу з боротьби 2010 | Німеччина | греко-римська боротьба, до 74 кг | 15     |
| Чемпіонат світу з боротьби 2011 | Німеччина | греко-римська боротьба, до 74 кг | 25     |

### Виступи на Чемпіонатах Європи
| Змагання                         | Збірна    | Вагова категорія                 | Місце |
| -------------------------------- | --------- | -------------------------------- | ----- |
| Чемпіонат Європи з боротьби 2002 | Німеччина | греко-римська боротьба, до 74 кг | 6     |
| Чемпіонат Європи з боротьби 2003 | Німеччина | греко-римська боротьба, до 74 кг | 7     |
| Чемпіонат Європи з боротьби 2008 | Німеччина | греко-римська боротьба, до 74 кг | 9     |

### Виступи на Кубках світу
| Змагання                    | Збірна    | Вагова категорія                 | Місце |
| --------------------------- | --------- | -------------------------------- | ----- |
| Кубок світу з боротьби 1995 | Німеччина | греко-римська боротьба, до 74 кг | 6     |

### Виступи на інших змаганнях
| Змагання                                                      | Збірна    | Вагова категорія                 | Місце  |
| ------------------------------------------------------------- | --------- | -------------------------------- | ------ |
| Гран-прі Німеччини з боротьби 1995                            | Німеччина | греко-римська боротьба, до 74 кг | 6      |
| Тестовий турнір FILA 1998                                     | Німеччина | греко-римська боротьба, до 76 кг | Срібло |
| Гран-прі Німеччини з боротьби 1998                            | Німеччина | греко-римська боротьба, до 76 кг | 9      |
| Олімпійський кваліфікаційний турнір з боротьби 2000 (Фаенца)  | Німеччина | греко-римська боротьба, до 76 кг | 20     |
| Гран-прі Німеччини з боротьби 2002                            | Німеччина | греко-римська боротьба, до 74 кг | Золото |
| Гран-прі Німеччини з боротьби 2003                            | Німеччина | греко-римська боротьба, до 74 кг | Срібло |
| Гран-прі Німеччини з боротьби 2004                            | Німеччина | греко-римська боротьба, до 84 кг | 5      |
| Гран-прі Німеччини з боротьби 2005                            | Німеччина | греко-римська боротьба, до 74 кг | Бронза |
| Гран-прі Німеччини з боротьби 2007                            | Німеччина | греко-римська боротьба, до 74 кг | Золото |
| Гран-прі Німеччини з боротьби 2008                            | Німеччина | греко-римська боротьба, до 74 кг | Золото |
| Гран-прі Німеччини з боротьби 2009                            | Німеччина | греко-римська боротьба, до 74 кг | Бронза |
| Кубок Владислава Пітласинські 2011                            | Німеччина | греко-римська боротьба, до 74 кг | 21     |
| Кубок Гранми з боротьби 2012                                  | Німеччина | греко-римська боротьба, до 74 кг | Срібло |
| Олімпійський кваліфікаційний турнір з боротьби 2012 (Тайюань) | Німеччина | греко-римська боротьба, до 74 кг |        |
| Меморіал Іона Корнеану 2015                                   | Німеччина | греко-римська боротьба, до 80 кг | Срібло |

### Виступи на змаганнях молодших вікових груп
| Змагання                                     | Збірна    | Вагова категорія                 | Місце  |
| -------------------------------------------- | --------- | -------------------------------- | ------ |
| Кубок світу з боротьби серед молоді 1992     | Німеччина | греко-римська боротьба, до 62 кг | 6      |
| Чемпіонат світу з боротьби серед молоді 1995 | Німеччина | греко-римська боротьба, до 74 кг | Срібло |